# Maldras
Maldras (of Masdras) († februari 460) was koning van het Suevische Rijk vanaf 456 tot zijn dood. Hij volgde Rechiar op als koning na diens dood door de overwinnende Visigoten. Tijdens zijn regering raakt het rijk verdeeld in elkaar bestrijdende delen.

## Geschiedenis
Maldras was de zoon van Massilia (of Massila) en volgens de geschreven bronnen behoorde hij niet tot de dynastie van Hermeric, die de Sueven sinds 406 regeerden. Na de nederlaag tegen de Visigoten en de dood van Rechiar koos de meerderheid van het volk hem als nieuwe koning. Een deel weigerde hem te erkennen en steunden in 457 Framta. De twee koningen regeerden onafhankelijk van elkaar en toen Framta binnen enkele maanden stierf, kozen zijn volgelingen niet voor Maldras, maar voor Richimund als zijn opvolger.
In 457, leidde Maldras de Sueven op een lange rooftocht die hun diep in Lusitania bracht. Zij namen Lissabon in door zich eerst voor te doen in vrede te komen, maar eenmaal toegelaten in de stad, sloegen ze aan het plunderen. Over Maldras is ook geschreven dat hij zijn broer vermoorde. In 458 knoopte hij diplomatieke banden aan met zijn buurvolken de Visigoten en Vandalen en ontving gezanten in zijn residentie.
Onder het bewind Maldras gingen de plundertochten in het naburig Romeins gebied onverstoord door tot Maldras in februari 460 door zijn eigen mannen werd verwurgd. Het volk wendde zich vervolgens tot zijn zoon Frumar als nieuwe koning en oorlogsleider.